# 大阪市立城東小学校
大阪市立城東小学校（おおさかしりつ じょうとう しょうがっこう）は、大阪府大阪市城東区にある公立小学校。
校庭には、大坂冬の陣の「鴫野・今福の合戦」に因む古戦場碑が建てられている。

## 沿革
明治時代初期の学制発布に伴い、当時の東成郡左専道（させんどう）村・永田村（町村制により合併して北新開荘村。のち城東村に改称）の学校組合により、左専道村（現在の城東区諏訪1丁目8番付近）に第五大区第二小区東成郡左専道小学校が創設された。また鴫野村（町村制により北新開荘村）には鴫野小学校が創設された。左専道・鴫野の2小学校が学校の起源となっている。
1893年には左専道・鴫野の両小学校が合併し、東成郡北新開荘尋常小学校と称した。1902年に北新開荘村大字鴫野字宮ノ前（現在地）の校舎を新築移転した。1916年1月1日に北新開荘村が城東村に改称したことに伴い、学校も城東尋常小学校へと改称している。
高等科も併設していたが、高等科は1932年に廃止され、周辺の小学校の高等科を統合・集約する形で新設された大阪市城東高等小学校（1941年大阪市福道国民学校）に移管されている。城東高等小学校は1947年の学制改革で廃校となり、跡地は大阪市立放出中学校に転用されている。
昭和時代初期には児童数の増加により、1927年には大阪市城東第二尋常小学校（現在の大阪市立諏訪小学校）、1933年には大阪市鴫野尋常小学校（現在の大阪市立鴫野小学校）を相次いで分離している。

### 年表
- 1875年 - 第五大区二小区左専道小学校（1890年左専道尋常小学校）が創立。
- 1893年 - 左専道・鴫野の両校合併。東成郡北新開荘尋常小学校と称する。
- 1902年5月14日 - 現在地に移転。校舎新築落成式。この日を創立記念日とする。
- 1916年1月1日 - 東成郡城東尋常小学校に改称。
- 1921年4月1日 - 高等科を併設。東成郡城東尋常高等小学校に改称。
- 1925年4月1日 - 大阪市への編入により、大阪市城東尋常高等小学校に改称。
- 1927年10月25日 - 大阪市城東第二尋常小学校（現在の大阪市立諏訪小学校）を分離。
- 1932年4月1日 - 高等科を廃止。大阪市城東高等小学校へ移管。大阪市城東尋常小学校に改称。
- 1933年9月1日 - 大阪市鴫野尋常小学校（現在の大阪市立鴫野小学校）を分離。
- 1939年4月1日 - 高等科を再設置（女子のみ）。大阪市城東尋常高等小学校に改称。
- 1941年4月1日 - 国民学校令により、大阪市城東国民学校に改称。
- 1944年9月1日 - 戦局の悪化により、福井県大野郡に集団疎開。
- 1947年4月1日 - 学制改革により、大阪市立城東小学校に改称。
- 1963年3月2日 - 校歌制定。
- 2004年 - 「大阪冬の陣」跡石碑周辺整備。

## 通学区域
- 大阪市城東区 鴫野東1丁目（一部）、鴫野東2丁目・3丁目、鴫野西5丁目（一部）、新喜多東1丁目（一部）、天王田、中浜1丁目（一部）、東中浜5丁目（一部）、東中浜4丁目・7丁目。

卒業生は大阪市立城陽中学校に進学する。

## 交通
最寄り駅
- JR西日本片町線（学研都市線）・おおさか東線、Osaka Metro今里筋線鴫野駅